# Ljusnan (Värmland)
Ljusnan är en skogsälv i norra Värmland, en av Norsälvens källflöden. Ljusnan har sin källa i ett myrområde väster om Sysslebäck, halvannan mil från norska gränsen, och mynnar i Övre Fryken vid Torsby. 
Älvens största biflöden är Mangslidälven från höger samt Ackan och Vägån från vänster. Vid mynningen i Fryken är medelvattenföringen 12,1 m³/s samt medelhögvattenföringen 72 m³/s.

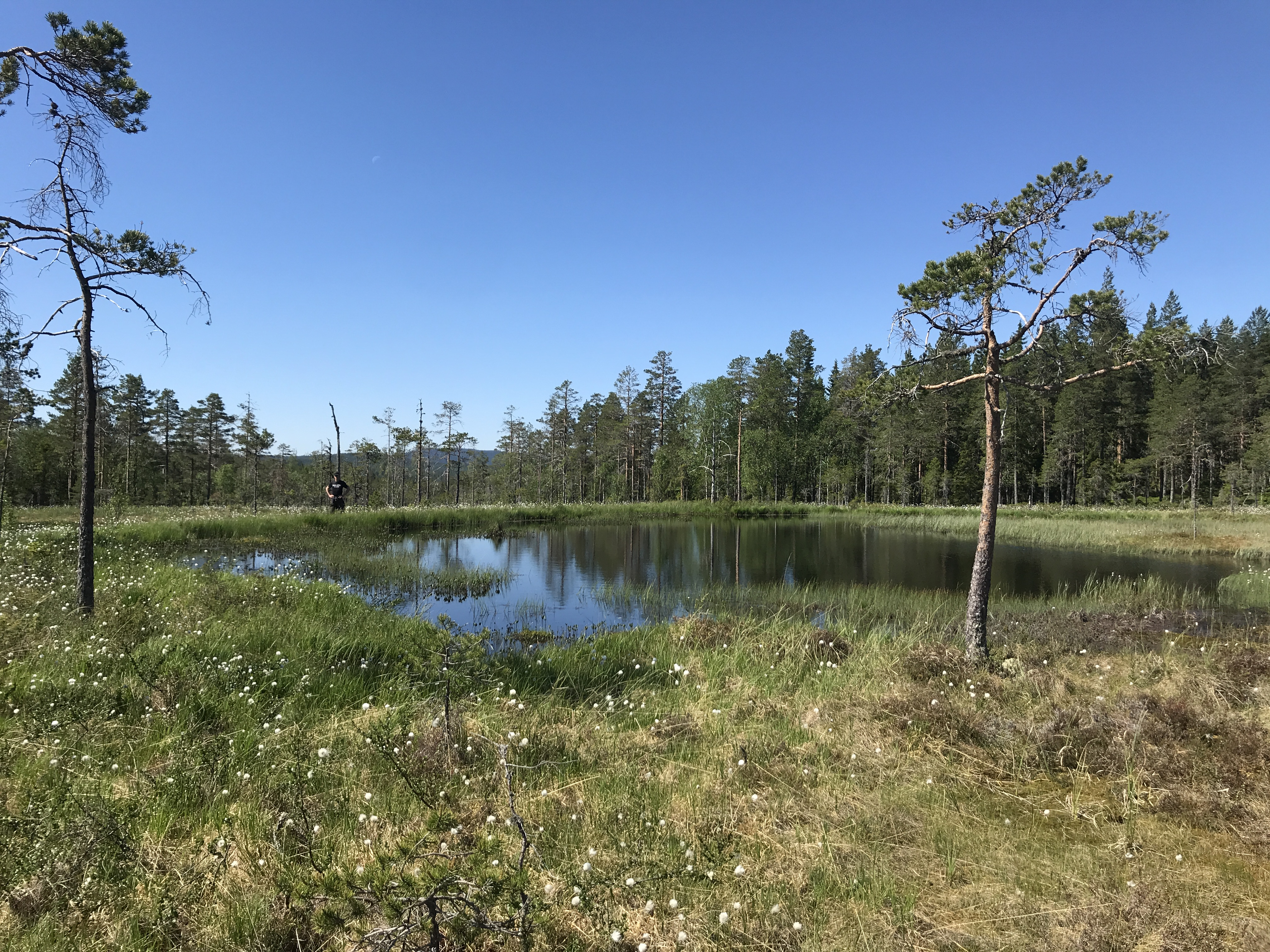
Ljusnans och Norsälvens källa.